# École Duperré

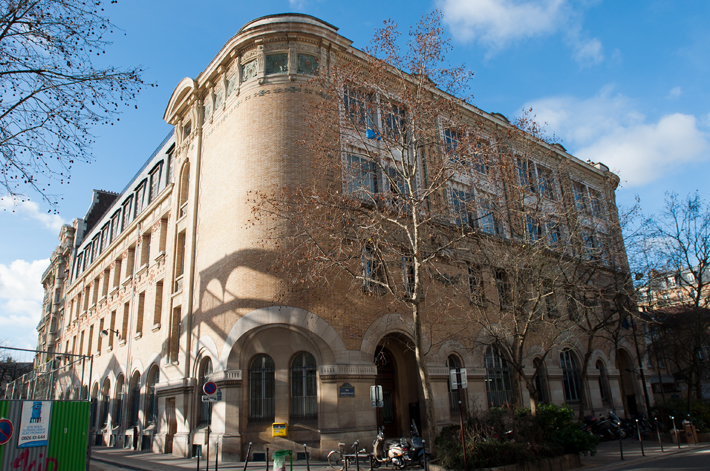
École Duperré.

A École Duperré é uma faculdade pública de arte e design.
A Escola Duperré treina estudantes para carreiras criativas em moda e têxteis, bem como design ambiental e gráfico. Possui também programas de formação para designers-fabricantes em têxteis (bordados, tecelagens e estofos) e cerâmica.

## Graduados famosos
- Brigitte Smadja, uma escritora francesa de livros infantis e romances